# Love Me Do
"Love Me Do" er A-siden på det engelske rockband The Beatles' debutsingle "Love Me Do/P.S. I Love You". Da singlen oprindeligt blev udgivet i Storbritannien den 5. oktober 1962, toppede den som nummer 17. Den blev udgivet i USA i 1964, hvor den blev et nummer 1 hit. Den optræder tillige på debutalbummet Please Please Me.
Nummeret blev skrevet flere år før den blev indspillet, og før Beatles blev dannet. Singlen byder på John Lennons fremtrædende mundharmonikaspil og duetvokal af ham og Paul McCartney. Tre indspillede versioner af sangen af Beatles er blevet udgivet med hver sin trommeslager.

## Komposition
"Love Me Do" er primært skrevet af Paul McCartney i 1958-1959, mens han pjækkede fra skolen i en alder af 16. John Lennon bidrog med midterstykket (B-stykket eller "bro"). Sangen blev senere krediteret til Lennon-McCartney. Lennon har sagt: "'Love Me Do' er Pauls sang – ... jeg ved, at han havde sangen, da vi spillede rundt omkring i Hamborg, og endda længe før vi var sangskrivere."
McCartney har sagt: "'Love Me Do' var et fuldstændigt samarbejde. Det var bare Lennon og McCartney, der sad ned, uden at nogen af os havde en særlig original idé. Vi elskede at gøre det. Det var meget interessant at prøve og at lære at blive sangskrivere. Jeg tror, at grunden til, at vi til sidst blev så stærke, var, at vi skrev så meget gennem vores formative periode. 'Love Me Do' var vores første hit, som ironisk nok er en af de to sange, vi kontrollerer, for da vi første gang skrev kontrakt med EMI, havde de et musikforlag ved navn Ardmore og Beechwood, som tog de to sange 'Love Me Do' og 'P.S. I Love You', og ved at lave en aftale et sted hen ad vejen var vi i stand til at få dem tilbage."
Deres praksis på det tidspunkt var at skrive sange i en skolenotesbog med drømme om stjernestatus og altid skrive "En anden Lennon-McCartney Original" øverst på siden." "Love Me Do" er en sang baseret på tre simple akkorder: G7 og C, før den flytter til D i midterstykket. Nummeret starter med, at Lennon spiller et bluesagtigt tørt riff med "mundharmonika", hvorefter Lennon og McCartney synger fælles hovedvokal, og dernæst en harmonisering i Everly Brothers-stil på ordet "please", før McCartney synger sangens titel uakkompagneret.
Lennon havde tidligere sunget titelsektionerne, men denne ændring i arrangementet blev foretaget i studiet under ledelse af producer George Martin, da han indså, at mundharmonika-delen greb ind på vokalen. Lennon havde brug for at begynde at spille mundharmonika igen på samme beat som "do" i "love me do". Da en lignende situation senere opstod på "Please Please Me"-sessionen, blev mundharmonikaen overlejret bagefter ved hjælp af bånd-til-bånd-overdubbing.
Beskrevet af Ian MacDonald som "stående ud som en bar murstensvæg i en forstadsstue ringede 'Love Me Do' [med sin] stumpe arbejderklasse-nordlighed den første svage kimen af en revolutionær klokke" sammenlignet med de standard Tin Pan Alley-produktioner, der indtog hitlisterne på det tidspunkt.

## Indspilning
Nummeret blev produceret af George Martin.
Det blev indspillet ved tre forskellige lejligheder, i tre forskellige versioner med tre forskellige trommeslagere:
- Den 6. juni 1962 (deres audition hos EMI) med Pete Best på trommer. Denne version blev ikke officielt udgivet før på Anthology 1 fra 1995.
- Den 4. september 1962 med Ringo Starr på trommer.
- Den 11. september 1962 med studietrommeslageren Andy White på trommer

Det var imidlertid Ringo Starr-versionen, der blev udsendt på de første udgivelser af singlen. Udgaven kan f.eks. findes på opsamlingsalbummet Past Masters, Volume One. Andy White-versionen er på Beatles debutalbum Please Please Me.
NB: Indspilningerne og baggrundshistorie er meget mere indgående beskrevet på siden, der vedrører singlen Love Me Do/P.S. I Love You

## Musikere
Singleversionen fra 5. oktober 1962 og Past Masters, Volume One
- John Lennon – mundharmonika, sang
- Paul McCartney – bas, sang
- George Harrison – akustisk guitar
- Ringo Starr – trommer)

Senere singleversioner og albummet Please Please Me
- John Lennon – mundharmonika, sang
- Paul McCartney – bas, sang
- George Harrison – akustisk guitar
- Ringo Starr – tamburin
- Andy White – trommer

Første audition (kun "Love Me Do"), der er på Anthology 1
- John Lennon – mundharmonika, sang
- Paul McCartney – bas, sang
- George Harrison – elektrisk guitar
- Pete Best – trommer